# Première circonscription du Territoire de Belfort
La première circonscription du Territoire-de-Belfort est l'une des deux circonscriptions législatives françaises que compte le département du Territoire de Belfort situé en région Bourgogne-Franche-Comté.

## Description géographique et démographique

### De 1958 à 1986
La première circonscription du Territoire de Belfort  était composée de :
- Canton de Belfort (moins les communes de Bavilliers, Cravanche, Essert, Salbert)

Source : Journal Officiel du 14-15 Octobre 1958.

### Depuis 1988
La première circonscription du Territoire de Belfort est délimitée par le découpage électoral de la loi n°86-1197 du 24 novembre 1986, elle regroupe les divisions administratives suivantes : 
- Canton de Beaucourt
- Canton de Belfort-Centre
- Canton de Belfort-Est
- Canton de Danjoutin
- Canton de Delle
- Canton de Fontaine
- Canton de Grandvillars

D'après le recensement général de la population en 2022, réalisé par l'Institut national de la statistique et des études économiques (INSEE), la population totale de cette circonscription est estimée à 71 010.

## Historique des députations
| Législature | Début de mandat | Fin de mandat  | Député                  | Parti politique | Observations |
| ----------- | --------------- | -------------- | ----------------------- | --------------- | --- |
| Ire         | 9 décembre 1958 | 9 octobre 1962 | Raymond Schmittlein     |                 | Mandat écourté à la suite d'une dissolution parlementaire décidée par Charles de Gaulle. |
| IIe         | 6 décembre 1962 | 2 avril 1967   | Raymond Schmittlein     |                 | |
| IIIe        | 3 avril 1967    | 30 mai 1968    | Michel Dreyfus-Schmidt  | FGDS            | Mandat écourté à la suite d'une dissolution parlementaire décidée par Charles de Gaulle. |
| IVe         | 11 juillet 1968 | 1er avril 1973 | André Tisserand         |                 | |
| Ve          | 2 avril 1973    | 2 avril 1978   | Jean-Pierre Chevènement | PS              | |
| VIe         | 3 avril 1978    | 22 mai 1981    | Jean-Pierre Chevènement | PS              | Mandat écourté à la suite d'une dissolution parlementaire décidée par François Mitterrand. |
| VIIe        | 2 juillet 1981  | 1er avril 1986 | Jean-Pierre Chevènement | PS              | |
| VIIIe       | 2 avril 1986    | 14 mai 1988    | Aucun                   |                 | Proportionnelle par département, pas de député par circonscription. Mandat écourté à la suite d'une dissolution parlementaire décidée par François Mitterrand.                                      |
| IXe         | 23 juin 1988    | 1er avril 1993 | Raymond Forni           | PS              | Conseiller municipal de Fontaine jusqu'en 1988 Premier adjoint au maire de Delle (1989-1991) Maire de Delle (1991-2004)                                                                             |
| Xe          | 2 avril 1993    | 21 avril 1997  | Jean Rosselot,          | RPR,            | Conseiller général pour le canton de Danjoutin Mandat écourté à la suite d'une dissolution parlementaire décidée par Jacques Chirac.                                                                |
| XIe         | 12 juin 1997    | 18 juin 2002   | Raymond Forni           | PS              | Président de l'Assemblée nationale (2000-2002) Maire de Delle (1991-2004) |
| XIIe        | 19 juin 2002    | 19 juin 2007   | Damien Meslot,          | UMP,            | Conseiller général pour le canton de Belfort-Centre |
| XIIIe       | 20 juin 2007    | 19 juin 2012   | Damien Meslot           | UMP             | Conseiller général pour le canton de Belfort-Centre (1992-2015) Maire de Belfort depuis 2014 |
| XIVe        | 20 juin 2012    | 20 juin 2017   | Damien Meslot           | UMP puis LR     | Conseiller général pour le canton de Belfort-Centre (1992-2015) Maire de Belfort depuis 2014 |
| XVe         | 21 juin 2017    | 21 juin 2022   | Ian Boucard             | LR              | Conseiller municipal de Belfort depuis 2014 Vice-président de la communauté d'agglomération du Grand Belfort                                                                                        |
| XVIe        | 22 juin 2022    | 9 juin 2024    | Ian Boucard             | LR              | Conseiller municipal de Belfort depuis 2014 Vice-président de la communauté d'agglomération du Grand Belfort Mandat écourté à la suite d'une dissolution parlementaire décidée par Emmanuel Macron. |

## Historique des élections
Voici la liste des résultats des élections législatives dans la circonscription depuis le découpage électoral de 1986 : 

### Élections de 1958
| Candidat       | Candidat                | Parti          | Premier tour | Premier tour | Second tour | Second tour |  |
| Candidat       | Candidat                | Parti          | Voix         | %            | Voix        | %           |  |
| -------------- | ----------------------- | -------------- | ------------ | ------------ | ----------- | ----------- |  |
|                | Raymond Schmittlein élu | UNR            | 7 037        | 27,78        | 16 487      | 67,61       |  |
|                | Paul Grison             | MRP            | 4 842        | 19,12        | Retrait     | Retrait     |  |
|                | François Bauer          | CR             | 4 157        | 16,41        | Retrait     | Retrait     |  |
|                | Pierre Dreyfus-Schmidt  | UFD            | 4 063        | 16,04        | 7 898       | 32,39       |  |
|                | Jean-Noël Bailly        | SFIO           | 3 245        | 12,81        | Retrait     | Retrait     |  |
|                | René Jouquez            | PCF            | 1 986        | 7,84         | Retrait     | Retrait     |  |
|                |                         |                |              |              |             |             |  |
| Inscrits       | Inscrits                | Inscrits       | 35 208       | 100,00       | 35 194      | 100,00      |  |
| Abstentions    | Abstentions             | Abstentions    | 9 199        | 26,13        | 9 321       | 26,48       |  |
| Votants        | Votants                 | Votants        | 26 009       | 73,87        | 25 873      | 73,52       |  |
| Blancs et nuls | Blancs et nuls          | Blancs et nuls | 679          | 2,61         | 1 488       | 5,75        |  |
| Exprimés       | Exprimés                | Exprimés       | 25 330       | 97,39        | 24 385      | 94,25       |  |

Le suppléant de Raymond Schmittlein était René Grandvoinet, artisan électricien, premier adjoint au maire de Valdoie.

### Élections de 1962
| Candidat       | Candidat                          | Parti          | Premier tour | Premier tour | Second tour | Second tour |  |
| Candidat       | Candidat                          | Parti          | Voix         | %            | Voix        | %           |  |
| -------------- | --------------------------------- | -------------- | ------------ | ------------ | ----------- | ----------- |  |
|                | Raymond Schmittlein sortant réélu | UNR-UDT        | 10 785       | 48,51        | 13 719      | 56,38       |  |
|                | Pierre Dreyfus-Schmidt            | PSU            | 3 556        | 15,99        | 7 904       | 32,49       |  |
|                | Marcel Cheval                     | MRP            | 3 118        | 14,02        | 2 708       | 11,13       |  |
|                | René Jouquez                      | PCF            | 2 848        | 12,81        | Retrait     | Retrait     |  |
|                | Jean-Noël Bailly                  | SFIO           | 1 926        | 8,66         | Retrait     | Retrait     |  |
|                |                                   |                |              |              |             |             |  |
| Inscrits       | Inscrits                          | Inscrits       | 35 565       | 100,00       | 35 537      | 100,00      |  |
| Abstentions    | Abstentions                       | Abstentions    | 12 463       | 35,04        | 10 405      | 29,28       |  |
| Votants        | Votants                           | Votants        | 23 102       | 64,96        | 25 132      | 70,72       |  |
| Blancs et nuls | Blancs et nuls                    | Blancs et nuls | 869          | 3,76         | 801         | 3,19        |  |
| Exprimés       | Exprimés                          | Exprimés       | 22 233       | 96,24        | 24 331      | 96,81       |  |

Le suppléant de Raymond Schmittlein était René Grandvoinet.

### Élections de 1967
| Candidat       | Candidat                    | Parti          | Premier tour | Premier tour | Second tour | Second tour |  |
| Candidat       | Candidat                    | Parti          | Voix         | %            | Voix        | %           |  |
| -------------- | --------------------------- | -------------- | ------------ | ------------ | ----------- | ----------- |  |
|                | Raymond Schmittlein sortant | UD-Ve          | 11 332       | 40,23        | 13 922      | 47,74       |  |
|                | Michel Dreyfus-Schmidt élu  | FGDS (CIR)     | 9 693        | 34,41        | 15 239      | 52,26       |  |
|                | Raymond Aubert              | PCF            | 4 197        | 14,9         | Retrait     | Retrait     |  |
|                | Gérard Jeannin              | CD (PDM)       | 2 132        | 7,57         |             |             |  |
|                | Louis Richert               | ARLP           | 814          | 2,89         |             |             |  |
|                |                             |                |              |              |             |             |  |
| Inscrits       | Inscrits                    | Inscrits       | 37 055       | 100,00       | 37 044      | 100,00      |  |
| Abstentions    | Abstentions                 | Abstentions    | 8 233        | 22,22        | 7 012       | 18,93       |  |
| Votants        | Votants                     | Votants        | 28 822       | 77,78        | 30 032      | 81,07       |  |
| Blancs et nuls | Blancs et nuls              | Blancs et nuls | 654          | 2,27         | 871         | 2,9         |  |
| Exprimés       | Exprimés                    | Exprimés       | 28 168       | 97,73        | 29 161      | 97,1        |  |

Le suppléant de Michel Dreyfus-Schmidt était Émile Géhant, avoué, conseiller municipal de Belfort.

### Élections de 1968
| Candidat       | Candidat                       | Parti          | Premier tour | Premier tour | Second tour | Second tour |  |
| Candidat       | Candidat                       | Parti          | Voix         | %            | Voix        | %           |  |
| -------------- | ------------------------------ | -------------- | ------------ | ------------ | ----------- | ----------- |  |
|                | André Tisserand élu            | UDR (URP)      | 12 615       | 45,33        | 14 429      | 51,92       |  |
|                | Michel Dreyfus-Schmidt sortant | FGDS (CIR)     | 8 592        | 30,87        | 13 360      | 48,08       |  |
|                | André Guerrin                  | PCF            | 3 268        | 11,74        |             |             |  |
|                | Albert Paul                    | CD (PDM)       | 2 064        | 7,42         |             |             |  |
|                | Louis Bertrand                 | PSU            | 1 291        | 4,64         |             |             |  |
|                |                                |                |              |              |             |             |  |
| Inscrits       | Inscrits                       | Inscrits       | 37 038       | 100,00       | 37 019      | 100,00      |  |
| Abstentions    | Abstentions                    | Abstentions    | 8 729        | 23,57        | 8 221       | 22,21       |  |
| Votants        | Votants                        | Votants        | 28 309       | 76,43        | 28 798      | 77,79       |  |
| Blancs et nuls | Blancs et nuls                 | Blancs et nuls | 479          | 1,69         | 1 009       | 3,5         |  |
| Exprimés       | Exprimés                       | Exprimés       | 27 830       | 98,31        | 27 789      | 96,5        |  |

Le suppléant d'André Tisserand était Marcel Cheval, retraité SNCF, conseiller général, maire de Danjoutin.

### Élections de 1973
| Candidat       | Candidat                    | Parti          | Premier tour | Premier tour | Second tour | Second tour |  |
| Candidat       | Candidat                    | Parti          | Voix         | %            | Voix        | %           |  |
| -------------- | --------------------------- | -------------- | ------------ | ------------ | ----------- | ----------- |  |
|                | Jean-Pierre Chevènement élu | PS (UGSD)      | 10 883       | 35,75        | 17 675      | 54,55       |  |
|                | André Tisserand sortant     | UDR (URP)      | 10 311       | 33,87        | 14 728      | 45,45       |  |
|                | Colette Maillot             | PCF            | 3 901        | 12,81        | Retrait     | Retrait     |  |
|                | Jacques Dreyfus-Schmidt     | MR             | 2 485        | 8,16         |             |             |  |
|                | Philippe Garot              | Divers droite  | 1 587        | 5,21         |             |             |  |
|                | Denis Vernaz                | LO             | 710          | 2,33         |             |             |  |
|                | Louis Botella               | FN             | 564          | 1,85         |             |             |  |
|                |                             |                |              |              |             |             |  |
| Inscrits       | Inscrits                    | Inscrits       | 38 863       | 100,00       | 38 847      | 100,00      |  |
| Abstentions    | Abstentions                 | Abstentions    | 7 672        | 19,74        | 5 575       | 14,35       |  |
| Votants        | Votants                     | Votants        | 31 191       | 80,26        | 33 272      | 85,65       |  |
| Blancs et nuls | Blancs et nuls              | Blancs et nuls | 750          | 2,4          | 869         | 2,61        |  |
| Exprimés       | Exprimés                    | Exprimés       | 30 441       | 97,6         | 32 403      | 97,39       |  |

Le suppléant de Jean-Pierre Chevènement était Lucien Couqueberg, médecin à Belfort.

### Élections de 1978
| Candidat       | Candidat                              | Parti          | Premier tour | Premier tour | Second tour | Second tour |  |
| Candidat       | Candidat                              | Parti          | Voix         | %            | Voix        | %           |  |
| -------------- | ------------------------------------- | -------------- | ------------ | ------------ | ----------- | ----------- |  |
|                | Jean-Pierre Chevènement sortant réélu | PS             | 13 176       | 36,64        | 21 084      | 56,64       |  |
|                | Didier Schuller                       | UDF (PR)       | 8 420        | 23,42        | 16 140      | 43,36       |  |
|                | Jean Rosselot                         | RPR            | 6 062        | 16,86        | Retrait     | Retrait     |  |
|                | Jean-Marie Martin                     | PCF            | 4 840        | 13,46        |             |             |  |
|                | Jean-Paul Monnier                     | Écologie 78    | 1 396        | 3,88         |             |             |  |
|                | Michel Lab                            | PSU (FA)       | 896          | 2,49         |             |             |  |
|                | Gérard Belot                          | LO             | 405          | 1,13         |             |             |  |
|                | Jacques Félix                         | Divers droite  | 355          | 0,99         |             |             |  |
|                | Jean-Marie Grevillot                  | OCT            | 328          | 0,91         |             |             |  |
|                | Nicole Rigoulot                       | UOPDP          | 78           | 0,22         |             |             |  |
|                |                                       |                |              |              |             |             |  |
| Inscrits       | Inscrits                              | Inscrits       | 43 640       | 100,00       | 43 628      | 100,00      |  |
| Abstentions    | Abstentions                           | Abstentions    | 6 864        | 15,73        | 5 583       | 12,8        |  |
| Votants        | Votants                               | Votants        | 36 776       | 84,27        | 38 045      | 87,2        |  |
| Blancs et nuls | Blancs et nuls                        | Blancs et nuls | 820          | 2,23         | 821         | 2,16        |  |
| Exprimés       | Exprimés                              | Exprimés       | 35 956       | 97,77        | 37 224      | 97,84       |  |

Le suppléant de Jean-Pierre Chevènement était Lucien Couqueberg.

### Élections législatives de 1981
|                | Jean-Pierre Chevènement sortant réélu | PS                  | 15 118 | 50,68  |  |  |  |
|                | Jacques Bichet                        | UDF (PR)            | 11 044 | 37,02  |  |  |  |
|                | Jean-Marie Martin                     | PCF                 | 2 472  | 8,28   |  |  |  |
|                | Colette Lugand                        | PSU                 | 559    | 1,87   |  |  |  |
|                | Gérard Belot                          | LO                  | 332    | 1,11   |  |  |  |
|                | Jean-Marie Grévillot                  | Divers gauche (PGN) | 307    | 1,03   |  |  |  |
|                |                                       |                     |        |        |  |  |  |
| Inscrits       | Inscrits                              | Inscrits            | 44 662 | 100,00 |  |  |  |
| Abstentions    | Abstentions                           | Abstentions         | 14 280 | 31,97  |  |  |  |
| Votants        | Votants                               | Votants             | 30 382 | 68,03  |  |  |  |
| Blancs et nuls | Blancs et nuls                        | Blancs et nuls      | 550    | 1,81   |  |  |  |
| Exprimés       | Exprimés                              | Exprimés            | 29 832 | 98,19  |  |  |  |

Le suppléant de Jean-Pierre Chevènement était Lucien Couqueberg. Lucien Couqueberg remplaça Jean-Pierre Chevènement, nommé membre du gouvernement, du 24 juillet 1981 au 1er avril 1986.

### Élections législatives de 1988
| Candidat       | Candidat               | Parti          | Premier tour | Premier tour | Second tour | Second tour |  |
| Candidat       | Candidat               | Parti          | Voix         | %            | Voix        | %           |  |
| -------------- | ---------------------- | -------------- | ------------ | ------------ | ----------- | ----------- |  |
|                | Raymond Forni élu      | PS             | 12 003       | 45,97        | 15 041      | 53,47       |  |
|                | Jacques Bichet sortant | UDF (PR) (URC) | 9 544        | 35,56        | 13 090      | 46,53       |  |
|                | Jean-Yves Roubez       | FN             | 3 063        | 11,73        |             |             |  |
|                | Arlette Clerc          | PCF            | 1 498        | 5,74         |             |             |  |
|                |                        |                |              |              |             |             |  |
| Inscrits       | Inscrits               | Inscrits       | 40 780       | 100,00       | 40 775      | 100,00      |  |
| Abstentions    | Abstentions            | Abstentions    | 13 946       | 34,2         | 11 735      | 28,78       |  |
| Votants        | Votants                | Votants        | 26 834       | 65,8         | 29 040      | 71,22       |  |
| Blancs et nuls | Blancs et nuls         | Blancs et nuls | 726          | 2,71         | 909         | 3,13        |  |
| Exprimés       | Exprimés               | Exprimés       | 26 108       | 97,29        | 28 131      | 96,87       |  |

Le suppléant de Raymond Forni était Christian Proust, Président du Conseil général, conseiller régional, conseiller municipal de Belfort.

### Élections législatives de 1993
| Candidat       | Candidat              | Parti          | Premier tour | Premier tour | Second tour | Second tour |  |
| Candidat       | Candidat              | Parti          | Voix         | %            | Voix        | %           |  |
| -------------- | --------------------- | -------------- | ------------ | ------------ | ----------- | ----------- |  |
|                | Jean Rosselot élu     | RPR (UPF)      | 10 369       | 37,72        | 14 844      | 51,39       |  |
|                | Raymond Forni sortant | PS (ADFP)      | 8 699        | 31,65        | 14 043      | 48,61       |  |
|                | Michel Algrin         | FN             | 3 706        | 13,48        |             |             |  |
|                | Alain Fousseret       | Les Verts (EÉ) | 2 141        | 7,79         |             |             |  |
|                | Ariette Clerc         | PCF            | 1 056        | 3,84         |             |             |  |
|                | Jakob Lamersdorf      | LT-LNÉ         | 874          | 3,18         |             |             |  |
|                | Éliane Lacaille       | LO             | 641          | 2,33         |             |             |  |
|                |                       |                |              |              |             |             |  |
| Inscrits       | Inscrits              | Inscrits       | 41 678       | 100,00       | 41 673      | 100,00      |  |
| Abstentions    | Abstentions           | Abstentions    | 12 372       | 29,68        | 10 784      | 25,88       |  |
| Votants        | Votants               | Votants        | 29 306       | 70,32        | 30 889      | 74,12       |  |
| Blancs et nuls | Blancs et nuls        | Blancs et nuls | 1 820        | 6,21         | 2 002       | 6,48        |  |
| Exprimés       | Exprimés              | Exprimés       | 27 486       | 93,79        | 28 887      | 93,52       |  |

Le suppléant de Jean Rosselot était Damien Meslot, cadre bancaire, conseiller général du canton de Belfort-Centre.

### Élections de 1997
| Candidat       | Candidat                    | Parti          | Premier tour | Premier tour | Second tour | Second tour |  |
| Candidat       | Candidat                    | Parti          | Voix         | %            | Voix        | %           |  |
| -------------- | --------------------------- | -------------- | ------------ | ------------ | ----------- | ----------- |  |
|                | Raymond Forni élu           | PS             | 8 789        | 32,04        | 14 762      | 51,52       |  |
|                | Jean Rosselot sortant       | RPR            | 7 992        | 29,13        | 13 890      | 48,48       |  |
|                | Christophe Vuillemin        | FN             | 5 008        | 18,26        |             |             |  |
|                | Louis Teknayan              | Les Verts      | 1 366        | 4,98         |             |             |  |
|                | Arlette Clerc               | PCF            | 1 346        | 4,91         |             |             |  |
|                | Eliane Lacaille             | LO             | 899          | 3,28         |             |             |  |
|                | Jean-Michel Glon-Villeneuve | LDI (MPF)      | 727          | 2,65         |             |             |  |
|                | Philippe Freyburger         | GÉ             | 648          | 2,36         |             |             |  |
|                | Jacques Meyer               | PT             | 231          | 0,84         |             |             |  |
|                | Jean Bitterlin              | MÉI            | 227          | 0,83         |             |             |  |
|                | Robert Krauss               | SÉGA           | 200          | 0,73         |             |             |  |
|                |                             |                |              |              |             |             |  |
| Inscrits       | Inscrits                    | Inscrits       | 41 634       | 100,00       | 41 625      | 100,00      |  |
| Abstentions    | Abstentions                 | Abstentions    | 12 598       | 30,26        | 10 569      | 25,39       |  |
| Votants        | Votants                     | Votants        | 29 036       | 69,74        | 31 056      | 74,61       |  |
| Blancs et nuls | Blancs et nuls              | Blancs et nuls | 1 603        | 5,52         | 2 404       | 7,74        |  |
| Exprimés       | Exprimés                    | Exprimés       | 27 433       | 94,48        | 28 652      | 92,26       |  |

La suppléante de Raymond Forni était Sylvianne Fleury, maire d'Andelnans, élue conseillère générale du canton de Danjoutin en 1998, préparatrice en pharmacie.

### Élections de 2002
| Candidat       | Candidat              | Parti            | Premier tour | Premier tour | Second tour | Second tour |  |
| Candidat       | Candidat              | Parti            | Voix         | %            | Voix        | %           |  |
| -------------- | --------------------- | ---------------- | ------------ | ------------ | ----------- | ----------- |  |
|                | Damien Meslot élu     | UMP              | 10 739       | 37,78        | 14 770      | 53,23       |  |
|                | Raymond Forni sortant | PS               | 9 732        | 34,24        | 12 979      | 46,77       |  |
|                | Yolande Pflieger      | FN               | 4 107        | 14,45        |             |             |  |
|                | Jackie Drouet         | Pôle républicain | 1 604        | 5,64         |             |             |  |
|                | Christiane Petitot    | LO               | 561          | 1,97         |             |             |  |
|                | Daniel Couqueberg     | PCF              | 489          | 1,72         |             |             |  |
|                | Philippe Freyburger   | GÉ               | 458          | 1,61         |             |             |  |
|                | Yvan Lajeanne         | MNR              | 445          | 1,57         |             |             |  |
|                | Christine Roussel     | MPF              | 274          | 0,96         |             |             |  |
|                | Nicolas Dufays        | PF               | 16           | 0,06         |             |             |  |
|                |                       |                  |              |              |             |             |  |
| Inscrits       | Inscrits              | Inscrits         | 43 979       | 100,00       | 43 970      | 100,00      |  |
| Abstentions    | Abstentions           | Abstentions      | 14 748       | 33,53        | 14 784      | 33,62       |  |
| Votants        | Votants               | Votants          | 29 231       | 66,47        | 29 186      | 66,38       |  |
| Blancs et nuls | Blancs et nuls        | Blancs et nuls   | 806          | 2,76         | 1 437       | 4,92        |  |
| Exprimés       | Exprimés              | Exprimés         | 28 425       | 97,24        | 27 749      | 95,08       |  |

Le suppléant de Damien Meslot était Cédric Perrin, juriste, conseiller général du canton de Beaucourt.

### Élections de 2007
| Candidat       | Candidat                    | Parti          | Premier tour | Premier tour | Second tour | Second tour |  |
| Candidat       | Candidat                    | Parti          | Voix         | %            | Voix        | %           |  |
| -------------- | --------------------------- | -------------- | ------------ | ------------ | ----------- | ----------- |  |
|                | Damien Meslot sortant réélu | UMP            | 14 044       | 49,99        | 16 478      | 58,66       |  |
|                | Anne-Marie Forcinal         | PS             | 6 748        | 24,02        | 11 612      | 41,34       |  |
|                | Christophe Grudler          | UDF–MoDem      | 2 435        | 8,67         |             |             |  |
|                | Robert Sennerich            | FN             | 1 297        | 4,62         |             |             |  |
|                | Anny Morel-Grunblatt        | Les Verts      | 964          | 3,43         |             |             |  |
|                | Elisabeth Adalla            | LCR            | 695          | 2,47         |             |             |  |
|                | Marie-France Couqueberg     | PCF            | 509          | 1,81         |             |             |  |
|                | Christiane Petitot          | LO             | 314          | 1,12         |             |             |  |
|                | Christophe Devillers        | MPF            | 277          | 0,99         |             |             |  |
|                | Philippe Freyburger         | GÉ             | 239          | 0,85         |             |             |  |
|                | Mustapha Lounès             | Divers         | 238          | 0,85         |             |             |  |
|                | Philippe Moro               | Divers         | 174          | 0,62         |             |             |  |
|                | Pascal Richard              | MNR            | 160          | 0,57         |             |             |  |
|                |                             |                |              |              |             |             |  |
| Inscrits       | Inscrits                    | Inscrits       | 46 738       | 100,00       | 46 745      | 100,00      |  |
| Abstentions    | Abstentions                 | Abstentions    | 18 041       | 38,6         | 17 468      | 37,37       |  |
| Votants        | Votants                     | Votants        | 28 697       | 61,4         | 29 277      | 62,63       |  |
| Blancs et nuls | Blancs et nuls              | Blancs et nuls | 603          | 2,1          | 1 187       | 4,05        |  |
| Exprimés       | Exprimés                    | Exprimés       | 28 094       | 97,9         | 28 090      | 95,95       |  |

### Élections législatives de 2012
| Candidat       | Candidat                    | Parti                     | Premier tour | Premier tour | Second tour | Second tour |
| Candidat       | Candidat                    | Parti                     | Voix         | %            | Voix        | %           |
| -------------- | --------------------------- | ------------------------- | ------------ | ------------ | ----------- | ----------- |
|                | Damien Meslot sortant réélu | UMP                       | 11 318       | 40,23        | 15 344      | 56,22       |
|                | Anne-Marie Forcinal         | PS                        | 8 822        | 31,36        | 11 949      | 43,78       |
|                | Marc Archambault            | FN                        | 4 298        | 15,28        |             |             |
|                | Jacques Rambur              | FG                        | 1 145        | 4,07         |             |             |
|                | Éva Pedrocchi               | EÉLV                      | 936          | 3,33         |             |             |
|                | Renaud Rousselet            | MoDem                     | 667          | 2,37         |             |             |
|                | Saïd Meftah El Khair        | PRG                       | 293          | 1,04         |             |             |
|                | Gérard Cretin               | Extrême droite (MNR, PDF) | 245          | 0,87         |             |             |
|                | Jean-Christophe Muringer    | Divers droite (DLR)       | 239          | 0,85         |             |             |
|                | Christiane Petitot          | Extrême gauche (LO)       | 170          | 0,60         |             |             |
|                | Claude Larger               | Divers                    | 0            | 0,00         |             |             |
|                |                             |                           |              |              |             |             |
| Inscrits       | Inscrits                    | Inscrits                  | 47 187       | 100,00       | 47 185      | 100,00      |
| Abstentions    | Abstentions                 | Abstentions               | 18 648       | 39,52        | 18 813      | 39,87       |
| Votants        | Votants                     | Votants                   | 28 539       | 60,48        | 28 372      | 60,13       |
| Blancs et nuls | Blancs et nuls              | Blancs et nuls            | 406          | 1,42         | 1 079       | 3,80        |
| Exprimés       | Exprimés                    | Exprimés                  | 28 133       | 98,58        | 27 293      | 96,20       |

### Élections législatives de 2017
|                                                                                       |                                                                     |                           |                           |                          |                          |
|                                                                                       |                                                                     | Premier tour 11 juin 2017 | Premier tour 11 juin 2017 | Second tour 18 juin 2017 | Second tour 18 juin 2017 |
|                                                                                       |                                                                     |                           |                           |                          |                          |
|                                                                                       |                                                                     | Nombre                    | % des inscrits            | Nombre                   | % des inscrits           |
| Inscrits                                                                              | Inscrits                                                            | 47 873                    | 100,00                    | 47 840                   | 100,00                   |
| Abstentions                                                                           | Abstentions                                                         | 24 061                    | 50,26                     | 26 671                   | 55,75                    |
| Votants                                                                               | Votants                                                             | 23 812                    | 49,74                     | 21 169                   | 44,25                    |
|                                                                                       |                                                                     |                           | % des votants             |                          | % des votants            |
| Bulletins blancs                                                                      | Bulletins blancs                                                    | 430                       | 1,81                      | 1 719                    | 8,12                     |
| Bulletins nuls                                                                        | Bulletins nuls                                                      | 200                       | 0,84                      | 909                      | 4,29                     |
| Suffrages exprimés                                                                    | Suffrages exprimés                                                  | 23 182                    | 97,35                     | 18 541                   | 87,59                    |
|                                                                                       |                                                                     |                           |                           |                          |                          |
| Candidat Étiquette politique (partis et alliances)                                    | Candidat Étiquette politique (partis et alliances)                  | Voix                      | % des exprimés            | Voix                     | % des exprimés           |
|                                                                                       |                                                                     |                           |                           |                          |                          |
|                                                                                       | Christophe Grudler Mouvement démocrate (La République en marche)    | 7 379                     | 31,83                     | 9 131                    | 49,25                    |
|                                                                                       | Ian Boucard Les Républicains (Union des démocrates et indépendants) | 5 493                     | 23,70                     | 9 410                    | 50,75                    |
|                                                                                       | Jean-Raphaël Sandri Front national                                  | 4 057                     | 17,50                     |                          |                          |
|                                                                                       | Anais Beltran La France insoumise                                   | 2 821                     | 12,17                     |                          |                          |
|                                                                                       | Bastien Faudot Parti socialiste (Mouvement républicain et citoyen)  | 2 110                     | 9,10                      |                          |                          |
|                                                                                       | Philippe Legros Divers                                              | 431                       | 1,86                      |                          |                          |
|                                                                                       | Sabine Verdant Parti communiste français                            | 334                       | 1,44                      |                          |                          |
|                                                                                       | Christiane Petitot Lutte ouvrière                                   | 243                       | 1,05                      |                          |                          |
|                                                                                       | Jonathan Vallart Divers (Union populaire républicaine)              | 175                       | 0,75                      |                          |                          |
|                                                                                       | Mustafa Cetin Divers (Parti égalité et justice)                     | 139                       | 0,60                      |                          |                          |
|                                                                                       | Romain Lagache Divers                                               | 0                         | 0,00                      |                          |                          |
| Source : Ministère de l'Intérieur - Première circonscription du Territoire de Belfort |                                                                     |                           |                           |                          |                          |

### Élection partielle de 2018
Le Conseil constitutionnel constate qu'entre les deux tours du scrutin, des tracts en réalité émis par Ian Boucard, et faussement attribués à la France Insoumise et au Front National, ont été envoyés aux électeurs de la circonscription pouvant leur faire croire que ces organisations soutenaient sa candidature pour le second tour. En conséquence, le Conseil constitutionnel a décidé d'annuler l'élection dans cette circonscription sans examiner les autres griefs.
| |  |                                                                                |
| Résultats du premier tour par commune en 2017 - Grudler (MoDem) - Boucard (LR) - Sandri (FN) - Faudot (PS) |  | Résultats du premier tour par commune en 2018 - Boucard (LR) - Grudler (MoDem) |

|                                              |  |                                              |
| Résultats du second tour par commune en 2017 |  | Résultats du second tour par commune en 2018 |

L'élection partielle se tient les 28 janvier et 4 février 2018.
| Candidat                          | Candidat                  | Parti               | Premier tour | Premier tour | Second tour | Second tour |  |
| Candidat                          | Candidat                  | Parti               | Voix         | %            | Voix        | %           |  |
| --------------------------------- | ------------------------- | ------------------- | ------------ | ------------ | ----------- | ----------- |  |
|                                   | Ian Boucard sortant réélu | LR (UDI)            | 5 266        | 39,02        | 7 229       | 58,93       |  |
|                                   | Christophe Grudler        | MoDem (LREM)        | 3 600        | 26,67        | 5 039       | 41,07       |  |
|                                   | Anaïs Beltran             | LFI (MRC, PCF)      | 1 568        | 11,62        |             |             |  |
|                                   | Jean-Raphaël Sandri       | FN                  | 1 015        | 7,52         |             |             |  |
|                                   | Vincent Jeudy             | EÉLV                | 601          | 4,45         |             |             |  |
|                                   | Julie Kohlenberg          | DLF                 | 515          | 3,82         |             |             |  |
|                                   | Arthur Courty             | PS                  | 351          | 2,60         |             |             |  |
|                                   | Sophie Montel             | Extrême droite (LP) | 268          | 1,99         |             |             |  |
|                                   | Yves Fontanive            | Extrême gauche (LO) | 214          | 1,59         |             |             |  |
|                                   | Jonathan Vallart          | Divers (UPR)        | 99           | 0,73         |             |             |  |
|                                   |                           |                     |              |              |             |             |  |
| Inscrits                          | Inscrits                  | Inscrits            | 47 457       | 100,00       | 47 655      | 100,00      |  |
| Abstentions                       | Abstentions               | Abstentions         | 33 455       | 70,5         | 33 880      | 71,09       |  |
| Votants                           | Votants                   | Votants             | 14 002       | 29,5         | 13 775      | 28,91       |  |
| Blancs et nuls                    | Blancs et nuls            | Blancs et nuls      | 508          | 3,63         | 1 507       | 10,94       |  |
| Exprimés                          | Exprimés                  | Exprimés            | 13 494       | 96,37        | 12 268      | 89,06       |  |
| Source : Ministère de l'Intérieur |                           |                     |              |              |             |             |  |

### Élections de 2022
| Résultats des élections législatives des 12 et 19 juin 2022 de la 1re circonscription du Territoire de Belfort |                          |                          |                          |              |              |             |             |
| Candidat | Candidat                 | Parti et coalition       | Nuance                   | Premier tour | Premier tour | Second tour | Second tour |
| Candidat | Candidat                 | Parti et coalition       | Nuance                   | Voix         | %            | Voix        | %           |
| | Ian Boucard              | LR (UDC)                 | LR                       | 6 196        | 27,26        | 12 037      | 61,61       |
| | Christophe Soustelle     | RN                       | RN                       | 4 868        | 21,42        | 7 500       | 38,39       |
| | Gérald Loridat           | LFI (NUPES)              | NUP                      | 4 828        | 21,24        |             |             |
| | Thiébaud Grudler         | MoDem (ENS)              | ENS                      | 4 671        | 20,55        |             |             |
| | Nathalie Franquet        | REC                      | REC                      | 782          | 3,44         |             |             |
| | Jean Cordonnier          | LP (UPF)                 | DSV                      | 472          | 2,08         |             |             |
| | Agnès Fillon             | PA                       | ECO                      | 398          | 1,75         |             |             |
| | Christiane Petitot       | LO                       | DXG                      | 318          | 1,40         |             |             |
| | Kévin Baratay            | LMR                      | DVD                      | 197          | 0,87         |             |             |
| Votes valides                                                                                                  | Votes valides            | Votes valides            | Votes valides            | 22 730       | 97,49        | 19 537      | 90,23       |
| Votes blancs                                                                                                   | Votes blancs             | Votes blancs             | Votes blancs             | 422          | 1,81         | 1 513       | 6,99        |
| Votes nuls | Votes nuls               | Votes nuls               | Votes nuls               | 164          | 0,70         | 603         | 2,78        |
| Total | Total                    | Total                    | Total                    | 23 316       | 100          | 21 653      | 100         |
| Abstention | Abstention               | Abstention               | Abstention               | 24 436       | 51,17        | 26 086      | 54,64       |
| Inscrits / participation                                                                                       | Inscrits / participation | Inscrits / participation | Inscrits / participation | 47 752       | 48,83        | 47 739      | 45,36       |

### Élections de 2024
| Candidat                 | Candidat            | Parti et coalition | Nuance        | Premier tour | Premier tour | Second tour | Second tour |
| Candidat                 | Candidat            | Parti et coalition | Nuance        | Voix         | %            | Voix        | %           |
| ------------------------ | ------------------- | ------------------ | ------------- | ------------ | ------------ | ----------- | ----------- |
|                          | Carine Manck        | RN                 | RN            | 12 718       | 39,73        | 14 108      | 44,62       |
|                          | Ian Boucard         | LR                 | LR            | 7 679        | 23,99        | 17 512      | 55,38       |
|                          | Marie-Eve Belorgey  | PS (NFP)           | UG            | 7 233        | 22,59*       |             |             |
|                          | Maggy Grosdidier    | MoDem (ENS)        | ENS           | 3 608        | 11,27        |             |             |
|                          | Christiane Petitot  | LO                 | EXG           | 426          | 1,33         |             |             |
|                          | Marion Kemps-Houver | DLF                | DSV           | 350          | 1,09         |             |             |
|                          | Séverine Merlini    | UL                 | REG           | 0            | 0            |             |             |
| Votes valides            | Votes valides       | Votes valides      | Votes valides | 32 769       | 68,91        |             |             |
| Votes blancs             | Votes blancs        | Votes blancs       | Votes blancs  | 479          | 1,46         |             |             |
| Votes nuls               | Votes nuls          | Votes nuls         | Votes nuls    | 276          | 0,84         |             |             |
| Total                    | Total               | Total              | Total         |              | 100          |             | 100         |
| Abstention               |                     |                    |               |              |              |             |             |
| Inscrits / participation |                     |                    |               |              |              |             |             |

*Marie-Eve Belorgey se désiste du second tour afin d'éviter la victoire du Rassemblement national.